# 소시에테 제도

소시에테 제도의 기

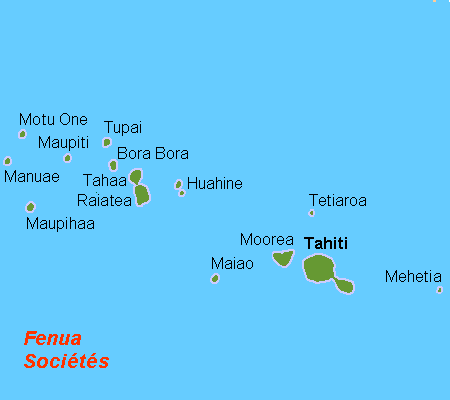
소시에테 제도의 지도

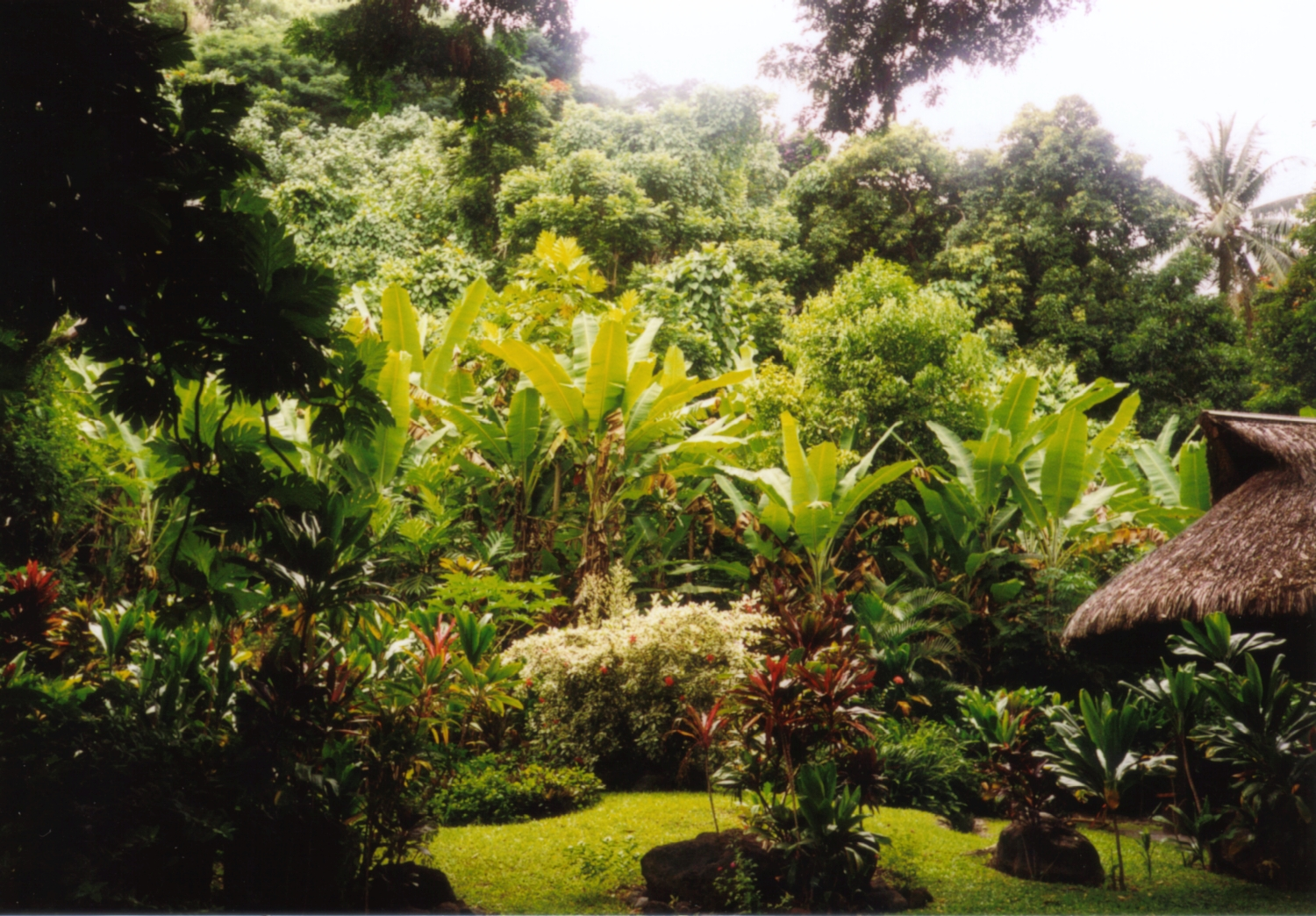
소시에테 제도, 타히티 섬

소시에테 제도(프랑스어: Îles de la Société, Archipel de la Société, 영어: Society Islands 소사이어티 제도[*])는 남태평양 프랑스령 폴리네시아에 있는 군도이다. 가장 높은 곳은 타히티 섬에 있는 오로에나 산(Mont Orohena)이며, 해발 2,241m이다.
1769년에 영국의 탐험가 제임스 쿡이 첫 항해 도중 섬 조사의 후원을 맡은 왕립 학회(The Royal Society)를 기리기 위해 명명하였다.
소시에테 제도는 프랑스령 폴리네시아의 다섯 행정구역 (subdivisions administratives) 중 방 제도(Îles du Vent)와 수레방 제도(Îles Sous-le-vent)가 결합된 지역이다. 수도는 타히티 섬에 있는 파페에테이다. 면적은 약 1,590km2이며 인구는 2007년 8월 인구조사 결과 227,807 명이었다.

## 지리

### 방 제도(Îles du Vent)
- Mehetia
- Tahiti
- Tetiaroa
- Moorea
- Maiao

### 수레방 제도(Îles Sous-le-vent)
- Huahine
- Raiatea
- Taha'a
- Bora Bora
- Tupai
- Maupiti
- Mopelia
- Motu One (Bellinghausen)
- Manuae